# یامبوکو
یامبوکو یک دهکده کوچک در استان مونگالا در جمهوری دموکراتیک شمالی کنگو است. این مرکز اولین شیوع مستند بیماری ویروس ابولا در سال 1976 بود. این روستا در فاصله ۱٬۰۹۸ کیلومتر (۶۸۲ مایل) شمال شرقی پایتخت کینشاسا قرار دارد. 
در حین شیوع ویروس ابولای زئیر در سال ۱۹۷۶، این روستا آب جاری یا برق نداشت. این روستا بیمارستان داشت اما هیچ رادیو، تلفن یا آمبولانس وجود نداشت و ارتباط توسط موتورسواران انجام می‌شد.